# Hermann Frobenius (Offizier)
Hermann Wilhelm Theodor Frobenius (auch Herman Frobenius; * 6. Oktober 1841 in Langensalza; † 9. August 1916 in Charlottenburg) war ein preußischer Ingenieuroffizier (zuletzt Oberstleutnant), Militärschriftsteller und Publizist.

## Leben

### Familie
Hermann Frobenius war ein Sohn des evangelischen Geistlichen Hermann Theodor Wilhelm Frobenius (1808–1868), Konsistorialrat, Superintendent und Domprediger in Merseburg, aus der weitverzweigten thüringisch-fränkischen Gelehrten- und Beamtenfamilie Frobenius, die von Volckmar Frobenius, dem Reformator von Stadtilm, abstammte. 
Er heiratete 1870 Mathilde Bodinus, Tochter des Berliner Zoodirektors Heinrich Bodinus. Das Paar hatte drei Söhne: den Maler Hermann Frobenius (1871–1954), den Ethnologen und Afrikaforscher Leo Frobenius (1873–1938) sowie den Marineoffizier Walther Frobenius (1882–1951). Aus seiner zweiten Ehe mit der Gutsbesitzertochter Maria Pogge (ab 1889) hatte Frobenius einen weiteren Sohn.

### Militärkarriere
Nach dem Abitur in Merseburg trat Frobenius 1861 in die Preußische Armee ein und machte dort eine Ausbildung zum Ingenieur. Dies war die Grundlage für seine spätere Spezialisierung auf den Festungsbau. Er wurde 1863 zum Leutnant ernannt und nahm 1866 am Preußisch-Österreichischen Krieg teil. Im Krieg gegen Frankreich 1870 erlangte er eine gewisse Berühmtheit, da er der erste Soldat war, der die Mauer der belagerten Festung Straßburg überkletterte. Für sein Wirken während des Krieges wurde er mit dem Eisernen Kreuz II. Klasse ausgezeichnet. 
Er war von 1871 bis 1876 Lehrer am Kadettenhaus in Berlin, wo er den Grundriss einer Terrainlehre entwickelte, dann bis 1881 an der Kriegsakademie und an der Vereinigten Artillerie- und Ingenieurschule in Berlin. 1885 wurde er Ingenieur-Offizier vom Platz der Feste Boyen in Ostpreußen, 1886 übernahm er die gleiche Position im schlesischen Glogau. Mittlerweile im Rang eines Majors war Frobenius schließlich von 1888 bis 1891 Direktor der Festungsbau-Schule in Berlin.

### Publizist
1891 verließ Frobenius als Oberstleutnant das Militär und wurde Publizist. Frobenius schrieb vor allem zu militärwissenschaftlichen Themen, doch auch zur Zeitgeschichte und über nichteuropäische Kulturen. Er verfasste eine Biographie über Alfred Krupp und veröffentlichte zu Kolonialfragen, unter anderem zur Sudan-Region. 1901 veröffentlichte er ein viel verwendetes Militärlexikon, 1906 folgte eine zweibändige Geschichte der preußischen Ingenieur-Offiziere der Jahre 1849 bis 1886 und 1907 eine Prachtausgabe zur Geschichte der Hohenzollern. 
Seine Broschüre Des deutschen Reiches Schicksalsstunde, die kurz vor Ausbruch des Ersten Weltkrieges erschien, erregte Aufmerksamkeit, da Kronprinz Wilhelm Frobenius per Depesche zur Abfassung gratulierte und dem Werk weitere Verbreitung wünschte. Reichskanzler Bethmann Hollweg, der dies als Kompromittierung seiner Politik betrachtete, ließ dem Kronprinzen darauf durch Kaiser Wilhelm II. jegliches weitere politische Hervortreten untersagen.
Frobenius galt als ein loyaler Anhänger der Hohenzollern. Seine Publikationen veröffentlichte er unter dem Namen Herman Frobenius.

## Publikationen
- Terrainlehre. 2 Teile, 1875–76.
- Die jährlichen Berichte über Festungswesen bei Löbell. seit 1892.
- Die Heiden-Neger des Aegyptischen Sudan. Verlag Nitschke & Loechner, Berlin 1893.
- Kriegsgeschichtliche Beispiele des Festungskrieges 1870/71. 12 Hefte, 1899–1909.
- Befestigte Stellungen im Lichte der kriegerischen Ereignisse von 1898 und 1899.
- Die Panzerbefestigung in den europäischen Staaten.
- Alfried Krupp. Ein Lebensbild. Verlag Carl Reissner, Dresden und Leipzig 1898, Digitalisat
- Sammlung gemeinverstaendlicher Vortraege, Hamburg 1898: Die Erdgebäude im Sudan.
- Militaer-Lexikon. Oldenbourg, Berlin 1901. (Digitalisat)
- Geschichte des preussischen Ingenieur-und Pionier-Korps von der Mitte des 19. Jahrhunderts bis zum Jahre 1886, 1908, Band 1, Band 2
- Die Hohenzollern – Geschichte Brandenburg-Preußens und des Deutschen Reiches unter den Hohenzollern. Verlag Merkur, Berlin 1910.
- Unsere Festungen. 1912 (Band 1; Band 2 nicht erschienen)
- Des deutschen Reiches Schicksalsstunde. 1914.
- Schwestern der Schicksalsstunde. 1915.
- Kriegsziele und Friedensziele. 1916.